# Eleccions legislatives noruegues de 1945
Les eleccions legislatives noruegues de 1945 se celebraren el 10 d'octubre de 1945, les primeres després de l'ocupació de Noruega per l'Alemanya Nazi durant la Segona Guerra Mundial, per a renovar els 150 membres del Storting, el parlament de Noruega. Els més votats foren els laboristes noruecs i el seu cap Einar Gerhardsen detingué el càrrec de primer ministre de Noruega.

## Resultats
|         |                                                          |         |       |          |        |
| Partits | Partits                                                  | Vots    | Vots  | Escons   | Escons |
| Partits | Partits                                                  | #       | %     | #        | ±      |
|         | Partit Laborista Noruec (Det norske Arbeiderparti)       | 609,348 | 41.03 | 76 / 150 | 6      |
|         | Partit Conservador (Høyre)                               | 252,608 | 17.01 | 25 / 150 | 11     |
|         | Partit Liberal (Venstre)                                 | 204,852 | 13.79 | 20 / 150 | 3      |
|         | Partit Comunista de Noruega (Norges Kommunistiske Parti) | 176,535 | 11.89 | 11 / 150 | 11     |
|         | Partit dels Agricultors (Bondepartiet)                   | 119,362 | 8.04  | 10 / 150 | 8      |
|         | Partit Democristià (Kristelig Folkeparti)                | 117,813 | 7.93  | 8 / 150  | 6      |
|         | Total                                                    | 100%    | 100%  | 150      | 150    |